# Cinquième arrondissement électoral du Nord (Avesnes) de 1821 à 1830
Le 5e arrondissement électoral du Nord était l'une des 8 circonscriptions législatives françaises que comptait le département du Nord pendant la Seconde Restauration.

## Description géographique et démographique
Le 5e arrondissement électoral du Nord était situé à la périphérie de l'agglomération Avesnoise. Située entre la Belgique et les arrondissements de Valenciennes et de Cambrai, la circonscription est centrée autour de la ville de Avesnes-sur-Helpe. 
Elle regroupait les divisions administratives suivantes : Canton d'Avesnes-sur-Helpe-Nord ; Canton d'Avesnes-sur-Helpe-Sud  ; Canton de Bavay ; Canton de Berlaimont ; Canton de Landrecies ; Canton de Maubeuge ; Canton du Quesnoy-Est  ; Canton du Quesnoy-Ouest  ; Canton de Solre-le-Château et le Canton de Trélon. 

## Historique des députations
| Législature    | Début de mandat  | Fin de mandat    | Député élu                           | Parti politique        | Observations                                             |
| -------------- | ---------------- | ---------------- | ------------------------------------ | ---------------------- | -------------------------------------------------------- |
| 2e législature | 13 novembre 1822 | 24 décembre 1823 | Louis Préseau d'Hujemont             |                        |                                                          |
| 3e législature | 25 février 1824  | 5 novembre 1827  | Maurice Gabriel de Riquet de Caraman | Majorité ministérielle |                                                          |
| 4e législature | 17 novembre 1827 | 31 mai 1830      | Louis-Victor de Caux de Blacquetot   | Droite libérale        | La chambre élue sera dissoute par le Roi le 16 mai 1830. |